# Министерство связи Туркменистана
Министерство связи Туркменистана (туркм. Türkmenistanyň Aragatnaşyk ministrligi) — упразднённое министерство Туркменистана, в зону ответственности которого входило удовлетворении потребностей населения, государственных организаций и других юридических лиц в услугах электрической и почтовой связи, включая телевидение, радио, Интернет, телефон и многое другое.

## Структура
В подчинении Министерства находились следующие предприятия:
- «Туркментелеком».
- Предприятие сотовой связи «Алтын Асыр».
- «Телерадиомеркези».
- «Туркменпочта».
- Ашхабадская городская телефонная сеть.
- Государственная инспекция по надзору за использованием радиочастотного спектра.
- Центр международных расчётов и договоров.
- Профессиональная школа № 5.

## История
Министерство связи Туркменистана было основано в 1991 году.
15 декабря 2010 года министерство уведомило компанию «МТС-Туркменистан» о приостановке с 21 декабря 2010 года лицензии на предоставление услуг связи сроком на 1 месяц. В результате выполнения данного предписания в Туркменистане от услуг мобильной связи и интернета были отключены около 2,4 млн абоненетов. Но при этом надо учесть, что каждый человек имел в среднем 2-3 номера. Таким образом, количество реальных абонентов значительно меньше.
22 января 2011 года министр связи Туркменистана Овлягулы Джумагулыев сделал заявление, в котором сообщил, что деятельность МТС на территории Туркменистана регулировалась договором, заключенным на пятилетний срок, который истёк в декабре 2010 года. По его словам, именно этот договор является базовым документом, и они готовы защищать интересы в международных арбитражных и судебных инстанциях.
Министерство упразднено в связи с созданием 29 января 2019 года Министерства промышленности и коммуникации Туркменистана.

## Здание министерства
В Ашхабаде 1 апреля 2011 года было введено в строй новое здание Министерства. В здании размещаются головные офисы госкомпаний «Туркментелеком» и «Туркменпочта». Здание возведено по проспекту Арчабил в Ашхабаде, д. 40.

## Министры
| No | Имя                                      | Назначен   | Уволен     | Причина увольнения                |
| 1  | Мурадов, Шахаргельды                     |            | 26.06.1992 | переход на другую работу          |
| 2  | Джуммыев, Аманмурад                      | 26.06.1992 | 15.08.1996 |                                   |
| 3  | Черкезов, Аширберды Назарович            | 15.08.1996 | 07.07.1997 | переход на другую работу          |
| 4  | Керкавов, Ровшан Байрамназарович         | 15.12.1997 | 09.07.2001 | за недостатки в работе            |
| 5  | Ходжакурбанов, Расулберды Амангельдыевич | 23.11.2001 | 15.01.2009 | за недостатки в работе            |
| 6  | Джумагулыев, Овлягулы                    | 15.01.2009 | 17.02.2012 | отставка после выборов президента |
| 7  | Овезов, Байрамгельды Оразгельдыевич      | 22.02.2012 | 29.01.2019 | министерство упразднено           |